# 琉球鼠屬
琉球鼠屬（学名：Diplothrix），哺乳綱、囓齒目、鼠科的一屬，而與琉球鼠屬（琉球鼠）同科的動物尚有西里伯斯剛毛鼠屬（西里伯斯剛毛鼠）、西里伯斯柔毛鼠屬（西里伯斯柔毛鼠）、長嘴鼠屬（長嘴鼠）、束鼠屬（束鼠）等之數種哺乳動物。

## 下属物种
本属包括以下物种：
- 琉球鼠 Diplothrix legata (Thomas, 1906)